# アルト・ラツィオ原子力発電所
アルト・ラツィオ原子力発電所（イタリア語: Centrale elettronucleare Alto Lazio）は、イタリアのラツィオ州ヴィテルボ県モンタルト・ディ・カストロの西部に建設されていた原子力発電所。地名からモンタルト・ディ・カストロ原子力発電所とも呼ばれる。
低濃縮ウランで982MWeの発電容量を持つ2台の沸騰水型原子炉からなる予定で建設が行われていたが、完成が近づいた1988年にイタリア政府は原子力投票の結果原発の廃止を決めたため、運用は行われなかった。
建設は中止されたものの、海水取入れなどの一部機能はその後建設されたアレッサンドロ・ボルタ火力発電所に利用された。

## 原子炉
| 原子炉                       | 形式           | 正味発電量 | 総発電量 | 建設開始     | 中止         |
| ---------------------------- | -------------- | ---------- | -------- | ------------ | ------------ |
| 1号機 (Montalto di Castro-1) | 沸騰水型原子炉 | 982 MW     | 1009 MW  | 1982年7月1日 | 1988年1月1日 |
| 2号機 (Montalto di Castro-2) | 沸騰水型原子炉 | 982 MW     | 1009 MW  | 1982年7月1日 | 1988年7月1日 |

## 註
1. ↑  Montalto di Castro 1 on the PRIS of the IAEA - ウェイバックマシン（2011年9月16日アーカイブ分）
2. ↑  Montalto di Castro 2 on the PRIS of the IAEA - ウェイバックマシン（2011年9月15日アーカイブ分）